# ローターン方程式
ローターン方程式（ローターンほうていしき、ルーターン方程式、ロートハーン方程式、英: Roothaan equation）は、ハートリー-フォック方程式を、ガウス型やスレイター型の非直交基底で行列表示したものである。
すべての分子軌道や原子軌道が2つの電子で占められているような閉殻分子や原子で適用される。これは一般的に制限ハートリー–フォック（RHF）法と呼ばれる。
この方法はクレメンス・ローターンとジョージ・ホールが1951年にそれぞれ独立に開発し、しばしばローターン–ホール方程式と呼ばれる。ローターン方程式は、非線形であるため標準的な固有値問題ではないが、一般固有値問題と似た形で書くことができる。
{\displaystyle {\boldsymbol {F}}{\boldsymbol {C}}={\boldsymbol {S}}{\boldsymbol {C}}{\boldsymbol {\epsilon }}}
ここで{\displaystyle {\boldsymbol {F}}}はフォック行列、{\displaystyle {\boldsymbol {C}}}は基底の展開係数、{\displaystyle {\boldsymbol {S}}}は基底関数の重なり行列、{\displaystyle {\boldsymbol {\epsilon }}}は軌道エネルギーの対角行列である。
直交化された基底の場合、重なり行列{\displaystyle {\boldsymbol {S}}}は恒等行列となる。
ハートリー–フォック方程式が微分方程式であるのに対し、ローターン–ホール方程式は連立方程式であるため、より簡便に計算機を使って解くことができる。
フォック行列{\displaystyle {\boldsymbol {F}}}は、電子間相互作用項を含むため、軌道の展開係数{\displaystyle {\boldsymbol {C}}}および軌道の占有数に依存する。そのためハートリー-フォック方程式同様、セルフコンシステントに解く必要がある。